# Turn Back
Turn Back is het derde muziekalbum van de band Toto, uitgegeven in 1981. Dit was het minst succesvolle album ooit door Toto, het was vrij stevige muziek in vergelijking tot de vorige albums. Volgens critici was alleen 'Goodbye Elenore' het waard om te kopen.

## Musici
- David Paich - Toetsen en zang;
- Steve Lukather - Gitaar en zang;
- Jeff Porcaro - Slagwerk;
- Steve Porcaro - Toetsen;
- David Hungate - Basgitaar;
- Bobby Kimball - Zang.

## Composities
1. Gift With a Golden Gun
2. English Eyes
3. Live for Today
4. A Million Miles Away
5. Goodbye Elenore
6. I think I Could Stand You Forever
7. Turn Back
8. If It's the Last Night